# Новосёловка (Краснодарский край)
Новосёловка (бывш. Нейгейм, нем. Neuheim) — хутор в Усть-Лабинском районе Краснодарского края России. Входит в состав Братского сельского поселения.

## Варианты названия
- Ней-Саловка[2],
- Ново-Саловка[2],
- Морланг (нем. Morlang)[2],
- Ново-Селовское[3],
- Ново-Сельский[3].

## География
Хутор расположен в пойме на левом берегу Кубани (в 1 км от русла реки), в 4 км к северу от центра сельского поселения — хутора Братского.
На противоположном высоком берегу Кубани — станица Ладожская.

### Улицы
В хуторе две улицы — Майская и Степная.

## История
В 1887 году на территории современного хутора было основано немецкое лютеранское село Нейгейм. В 1913 году из поземельного товарищества Нейгейм образовано селение Новосёловское.
До 1917 года населённый пункт относился к Эйгенфельдской (Ванновской) волости Кавказского отдела Кубанской области, в советский период вошёл в состав Усть-Лабинского района Краснодарского края. По данным за 1926 год общая площадь его земель составляла 600 десятин, число жителей — 650 человек (в том числе 582 немца); имелась начальная школа.

## Население
| 1905 | 1916 | 1918 | 1926 | 2002 | 2010 |
| ---- | ---- | ---- | ---- | ---- | ---- |
| 240  | ↗395 | ↗450 | ↗650 | ↘177 | ↘164 |

## Достопримечательности
В 2009 году в Новосёловке состоялось освящение храма святого праведного Иоанна Кронштадтского.